# PINACO
Công ty cổ phần Pin Ắc quy Miền Nam (Dry Cell & Storage Battery Joint Stock Company) tên tắt PINACO (mã chứng khoán: PAC), là công ty sản xuất pin và ắc quy của Việt Nam.
Công ty được thành lập năm 1976 với 100% vốn nhà nước. Năm 2004, Công ty chuyển thành công ty cổ phần và hiện nay nhà nước chỉ nắm giữ khoảng 50% vốn cổ phần.

## Lịch sử hình thành và phát triển
- 1976: Công ty Pin Ắc quy Miền Nam do Tổng cục hóa chất (hiện nay là Tập đoàn Hòa Chất Việt Nam[3] thành lập vào ngày 19/04/1976 trên cơ sở quốc hữu hóa các nhà máy: pin Con Ó (Vidopin), pin Con Mèo, pin Hột Xoàn, nhà máy bình điện VABCO và nhà máy bình điện VIDECO.[4]
- 1993: Công ty Pin Ắc Quy Miền Nam (PINACO) được thành lập lại và trực thuộc Tổng Công ty Hóa Chất Việt Nam[5]
- 2003: Đầu tư mới hoàn toán xí nghiệp ắc quy Sài Gòn [6] Tại Khu Công nghiệp Tân Tạo[7]
- 2004: Công ty Pin Ắc Quy Miền Nam chính thức cổ phần hóa và trở thành công ty Cổ Phần Pin Ắc Quy Miền Nam từ ngày 01/10/2004.
- 2006: Cổ phiếu PINACO chính thức lên sàn giao dịch với mã số cổ phiếu là PAC[8]
- 2011: PINACO khánh thành xí nghiệp Ắc Quy Đồng Nai 2[9] tại Nhơn Trạch – Đồng Nai.[10]

## Sản phẩm

### Ắc quy
- Ắc quy miễn bảo dưỡng (CMF) cho xe ô tô
- Ắc quy xe ô tô, tàu thuyền
- Ắc quy xe gắn máy
- Ắc quy khô cho xe gắn máy
- Ắc quy dùng thắp sáng
- Ắc quy UPS
- Ắc quy xe đạp điện
- Ắc quy xe điện, xe golf
- Ắc quy viễn thông
- Ắc quy đèn pin sạc, vợt muỗi...

### Pin
- Pin đại - D size
- Pin tiểu - AA
- Pin đũa - AAA

### Các nhãn hiệu sản phẩm
- Pin Con Ó
- The Eagle
- Ắc quy Đồng Nai
- Ắc quy JP
- ẮC quy PINACO

## Thành tựu
Công ty CP Pin Ắc quy Miền Nam được trao tặng các giải thưởng sau:
- TOP 50 công ty kinh doanh hiệu quả nhất Việt Nam 2017
- Danh hiệu hàng Việt Nam chất lượng cao 20 năm liền
- TOP 1000 doanh nghiệp nộp thuế lớn nhất Việt Nam 2015
- 4 lần đạt thương hiệu quốc gia
- Doanh nghiệp xuất khẩu uy tín do bộ Công Thương bình chọn
- Giải thưởng cho nhà cung cấp của Honda